# Only If I Knew
Only If I Knew é o álbum de estreia da banda canadense de rap rock, Project Wyze.

## Faixas
1. "Eyes Wide Shut"
2. "Denial"
3. "Strangers Among Us"
4. "Erica"
5. "Electrify the Sky"
6. "Nothing's What It Seems"
7. "I Don't Want the World to See Me"
8. "Tell the World My Name"
9. "Only If I Knew"